# John Vanbiesbrouck
John Vanbiesbrouck (* 4. September 1963 in Detroit, Michigan) ist ein ehemaliger US-amerikanischer Eishockeytorwart belgisch-italienischer Abstammung, der zwischen 1981 und 2002 für die New York Rangers, Florida Panthers, Philadelphia Flyers, New York Islanders und New Jersey Devils in der National Hockey League aktiv war.

## Karriere
Seine Karriere begann John Vanbiesbrouck in der kanadischen Juniorenliga OHL, wo er drei Jahre lang Torhüter bei den Sault Ste. Marie Greyhounds war. Sein Talent wurde früh entdeckt und die New York Rangers zogen ihn beim NHL Entry Draft 1981 als 72. Spieler in der vierten Runde. 1982 und 1983 bestritt Vanbiesbrouck die Junioren-Weltmeisterschaft für die USA.
Am 5. Dezember 1981 beriefen ihn die New York Rangers aufgrund eines Torhüter-Problemes erstmals in die NHL. Mit gerade mal 18 Jahren war Vanbiesbrouck einer der Matchwinner beim 2:1-Sieg über die Colorado Rockies.
Gemeinsam mit Mike Richter bildete er ein tolles Torwartduo, doch als man zum NHL Expansion Draft 1993 nur einen Torhüter schützen konnte, entschieden sich die Rangers für den jüngeren Richter und gaben Vanbiesbrouck an die Vancouver Canucks ab. Die Canucks schützen ihn nicht und die Florida Panthers ließen diese Chance nicht verstreichen und holten mit ihm einen Startorwart. Fünf Jahre blieb er in Florida und sein größter Erfolg dort war das Erreichen der Stanley-Cup-Finals 1996.
Zum Ende seiner Karriere spielte er noch für die Philadelphia Flyers, die New York Islanders und die New Jersey Devils.
Beezer, so sein Spitzname, absolvierte für die USA die Olympischen Winterspiele 1998, den Canada Cup 1987 und 1991 sowie die Weltmeisterschaften 1985, 1989 und 1991.

## Erfolge und Auszeichnungen
| - 1981 F. W. „Dinty“ Moore Trophy - 1981 OHL Third All-Star Team - 1982 Dave Pinkney Trophy (gemeinsam mit Marc D’Amour) - 1983 OHL Second All-Star Team - 1984 CHL First All-Star Team - 1984 Terry Sawchuk Trophy (gemeinsam mit Ron Scott) - 1984 Tommy Ivan Trophy (gemeinsam mit Bruce Affleck) - 1986 NHL First All-Star Team | - 1986 Vezina Trophy - 1990 NHL-Spieler des Monats Oktober - 1991 Silbermedaille beim Canada Cup - 1994 NHL Second All-Star Team - 1994 Teilnahme am NHL All-Star Game - 1996 Teilnahme am NHL All-Star Game - 1996 NHL-Spieler des Monats Oktober - 1997 Teilnahme am NHL All-Star Game |